# Syringa
- Commons
- Wikispecies

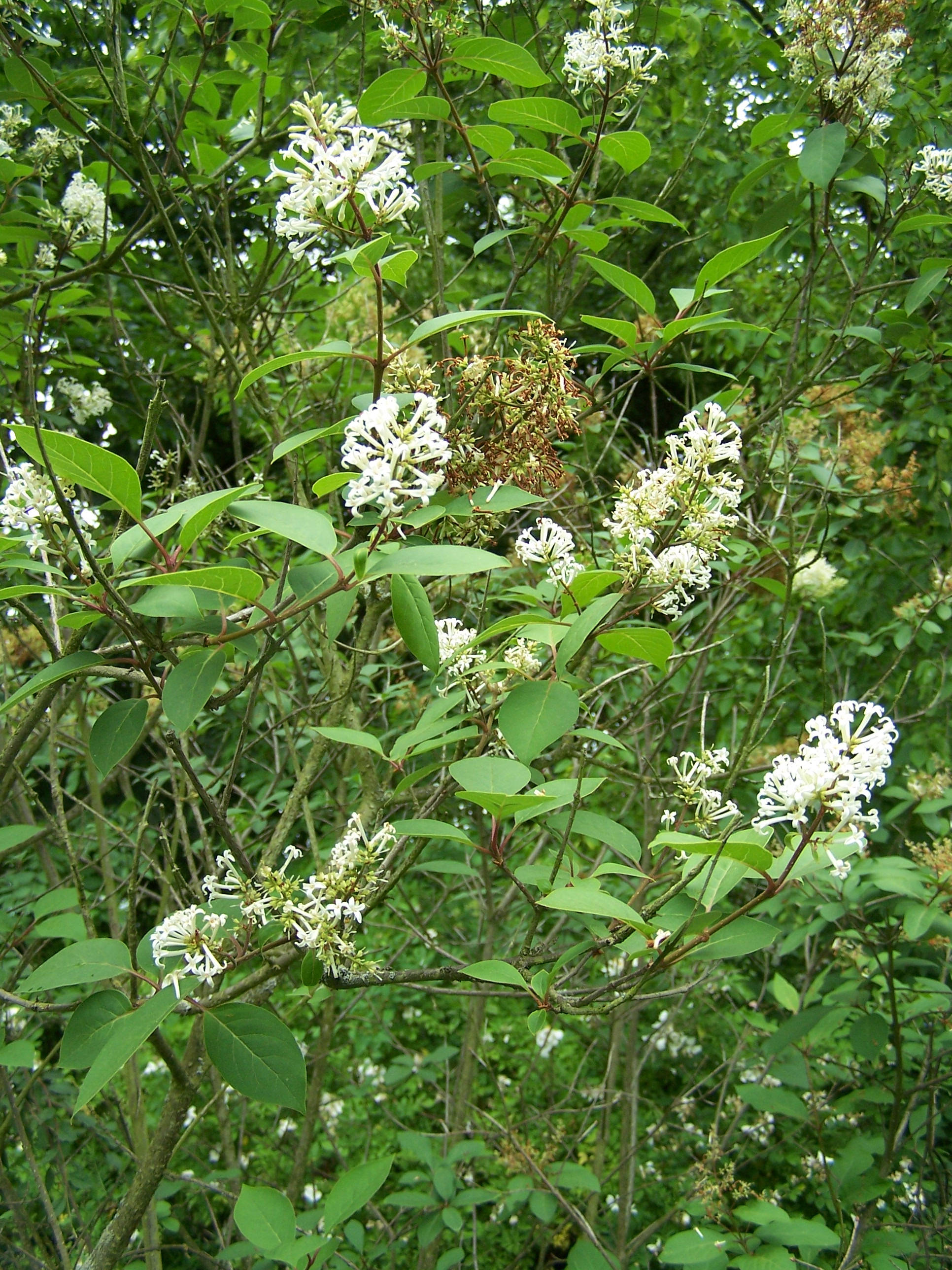
Syringa emodi.

Syringa L., chamado vulgarmente lilás, é um gênero botânico da família Oleaceae. É cultivado pela fragrância de suas flores, cuja cor varia conforme as espécies e as variedades. É encontrado na Eurásia temperada.
A planta é de origem oriental, provavelmente da Pérsia, como indica o seu nome, lilás, do francês lilas, escrito inicialmente lilac, do árabe lîlak, por sua vez derivado do persa nîlak, que significa azulado (do adjectivo nil = azul). O seu nome científico Syringa foi-lhe atribuído por Lineu. Corresponde ao latim syringa (= junco) e evoca a haste oca dos caules do lilás. Foi introduzido na Europa muito provavelmente em meados do século XVI.
A espécie mais frequente é a Syringa vulgaris, o lilás comum. As suas folhas são opostas, ocasionalmente em verticilos de três, decíduas, pedunculadas e cordatas. As inflorescências desenvolvem-se em grandes panículas e em várias espécies possuem uma fragrância intensa. As flores apresentam quatro pétalas, a corola formando um longo tubo na base. A cor mais frequente é o lilás, mas existem espécies com flores de cor branca ou avermelhada. O fruto é uma cápsula.

## Sinonímia
| - Ligustrina Rupr. - Busbeckia Hecart - Lilac Mill. | - Lilaca Raf. - Liliacum P. Renault |

## Espécies
O gênero é composto por 94 espécies:
| - Syringa adamiana - Syringa afghanica - Syringa affinia - Syringa alba - Syringa albiflora - Syringa alborosea - Syringa amurensis - Syringa angustifolia - Syringa bretschneideri - Syringa buxifolia - Syringa capitata - Syringa chinensis - Syringa chuanxiensis - Syringa cordifolia - Syringa correlata - Syringa debelderorum - Syringa dielsiana - Syringa dilatata - Syringa diversifolia - Syringa dubia - Syringa emodi - Syringa fauriei - Syringa formosissima - Syringa giraldii - Syringa giraldiana - Syringa glabra - Syringa henryi - Syringa hirsuta - Syringa hyacinthiflora - Syringa hyacinthifolia - Syringa hybrida - Syringa inodora | - Syringa japonica - Syringa josiflexa - Syringa josikaea - Syringa julianae - Syringa kamibayashii - Syringa koehneana - Syringa komarowii - Syringa laciniata - Syringa latifolia - Syringa lilac - Syringa mairei - Syringa media - Syringa meyeri - Syringa micrantha - Syringa microphylla - syringa microphylla - Syringa nanceiana - Syringa oblata - Syringa palibiniana - Syringa patula - Syringa pekinensis - Syringa persica - Syringa pinnatifolia - Syringa pinetorum - Syringa potaninii - Syringa prestoniae - Syringa protolaciniata - Syringa pubescens - Syringa reflexa - Syringa rehderiana - Syringa reticulata - Syringa rhodopea | - Syringa robusta - Syringa rothomagensis - Syringa rotundifolia - Syringa rugulosa - Syringa sargentiana - Syringa schneideri - Syringa sempervirens - Syringa spontanea - Syringa suaveolens - Syringa suspensa - Syringa swegiflexa - Syringa sweginzowii - Syringa tetanoloba - Syringa tibetica - Syringa tigerstedtii - Syringa tomentella - Syringa tomentosa - Syringa trichophylla - Syringa velutina - Syringa venosa - Syringa verrucosa - Syringa villosa - Syringa vincetoxifolia - Syringa vulgaris - Syringa wardii - Syringa wilsonii - Syringa wolfii - Syringa wulingensis - Syringa yunnanensis - Syringa hybriden |

- «Lista completa»

## Classificação do gênero
| Sistema | Classificação                    | Referência               |
| ------- | -------------------------------- | ------------------------ |
| Linné   | Classe Diandria, ordem Monogynia | Species plantarum (1753) |

## Galeria de imagens

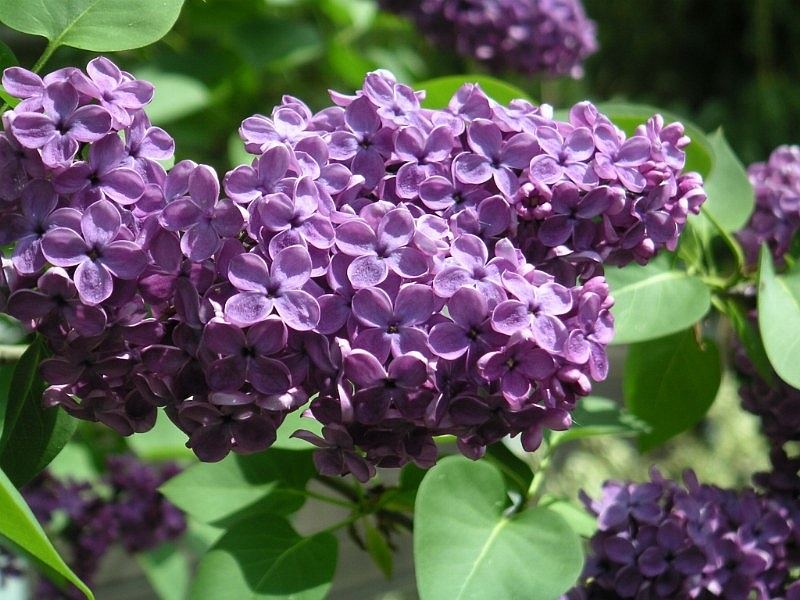
Syringa vulgaris
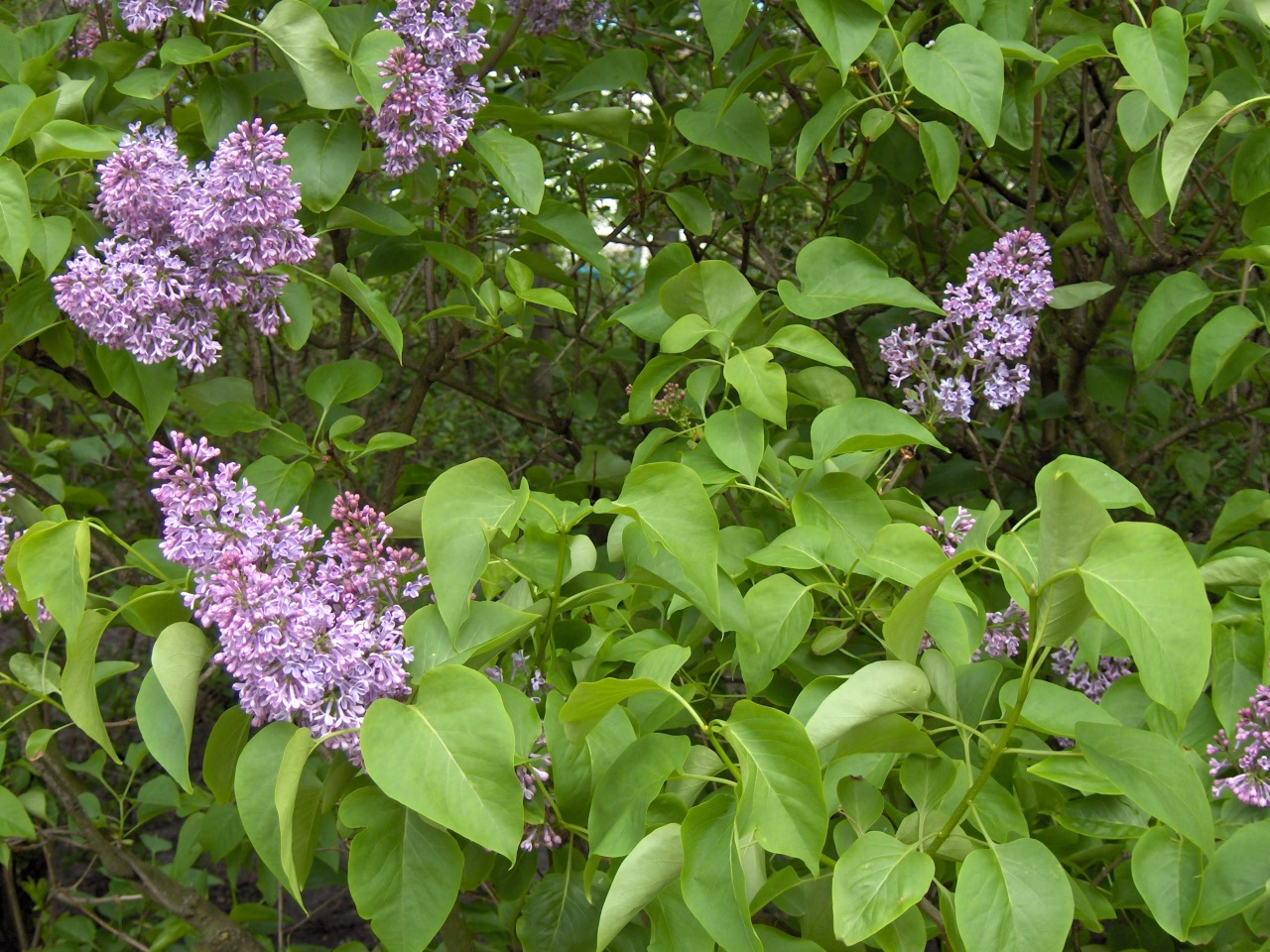
Syringa vulgaris
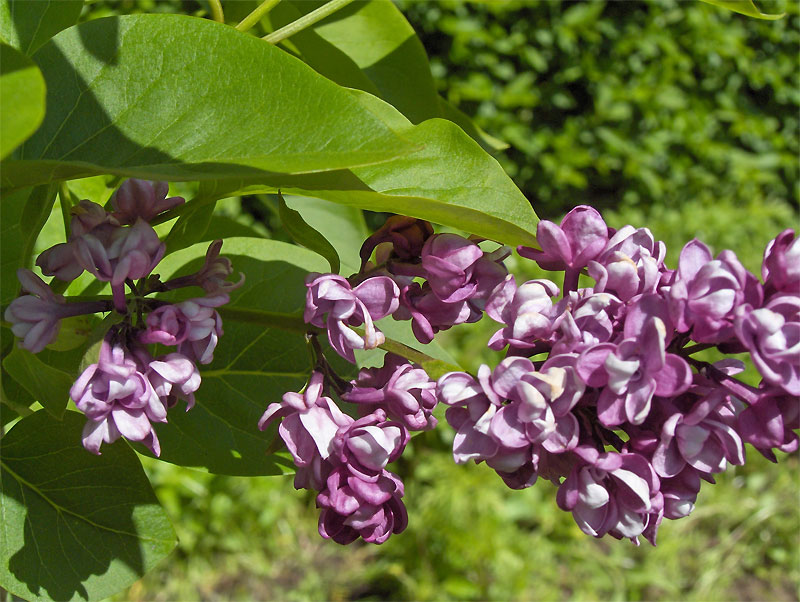
Syringa vulgaris 'Charles Joly' (cultivar)
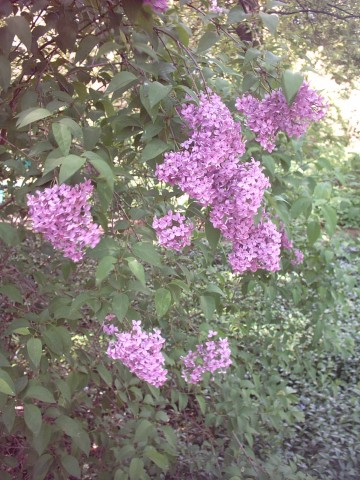
Syringa persica
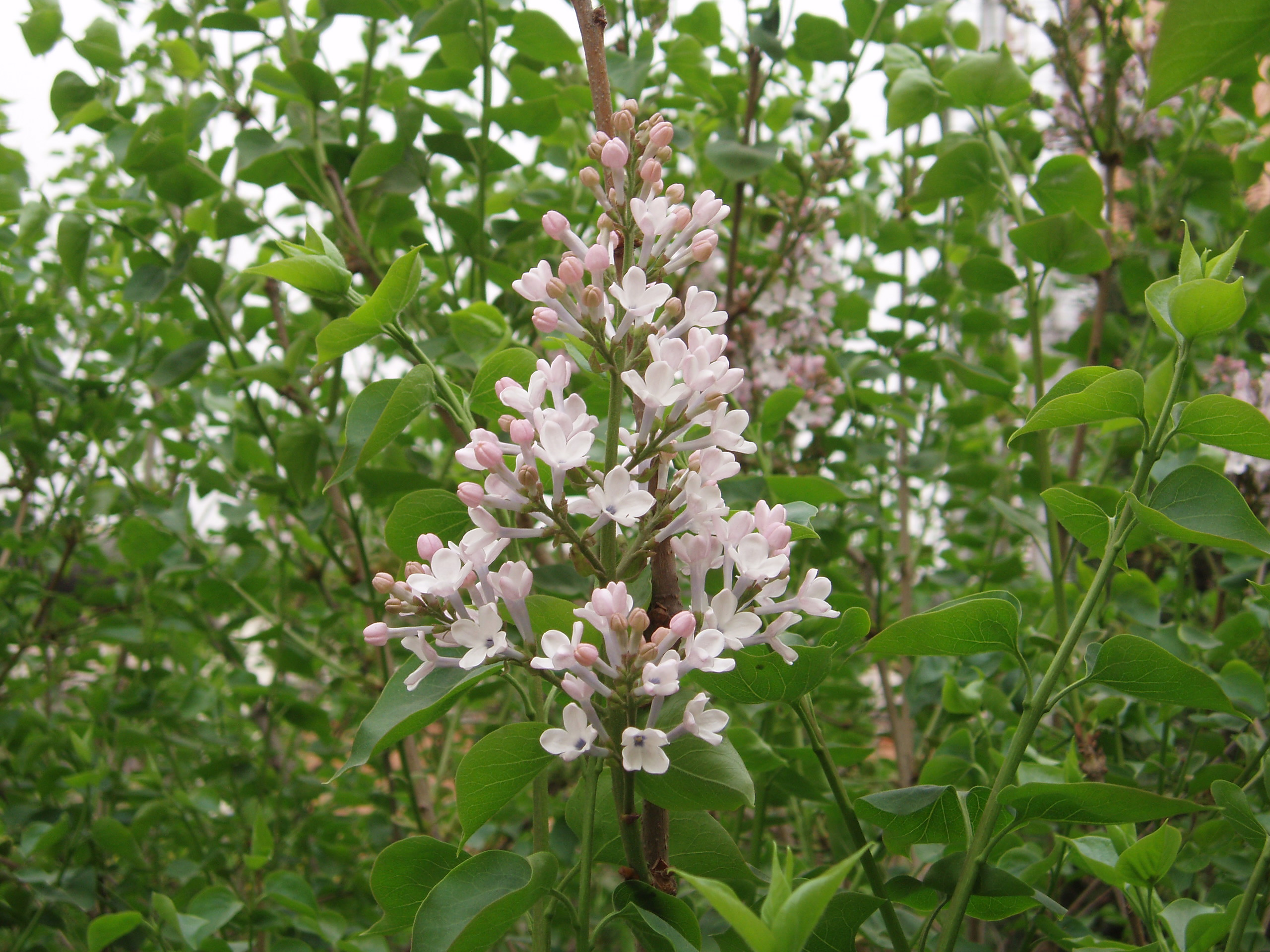
Syringa oblata
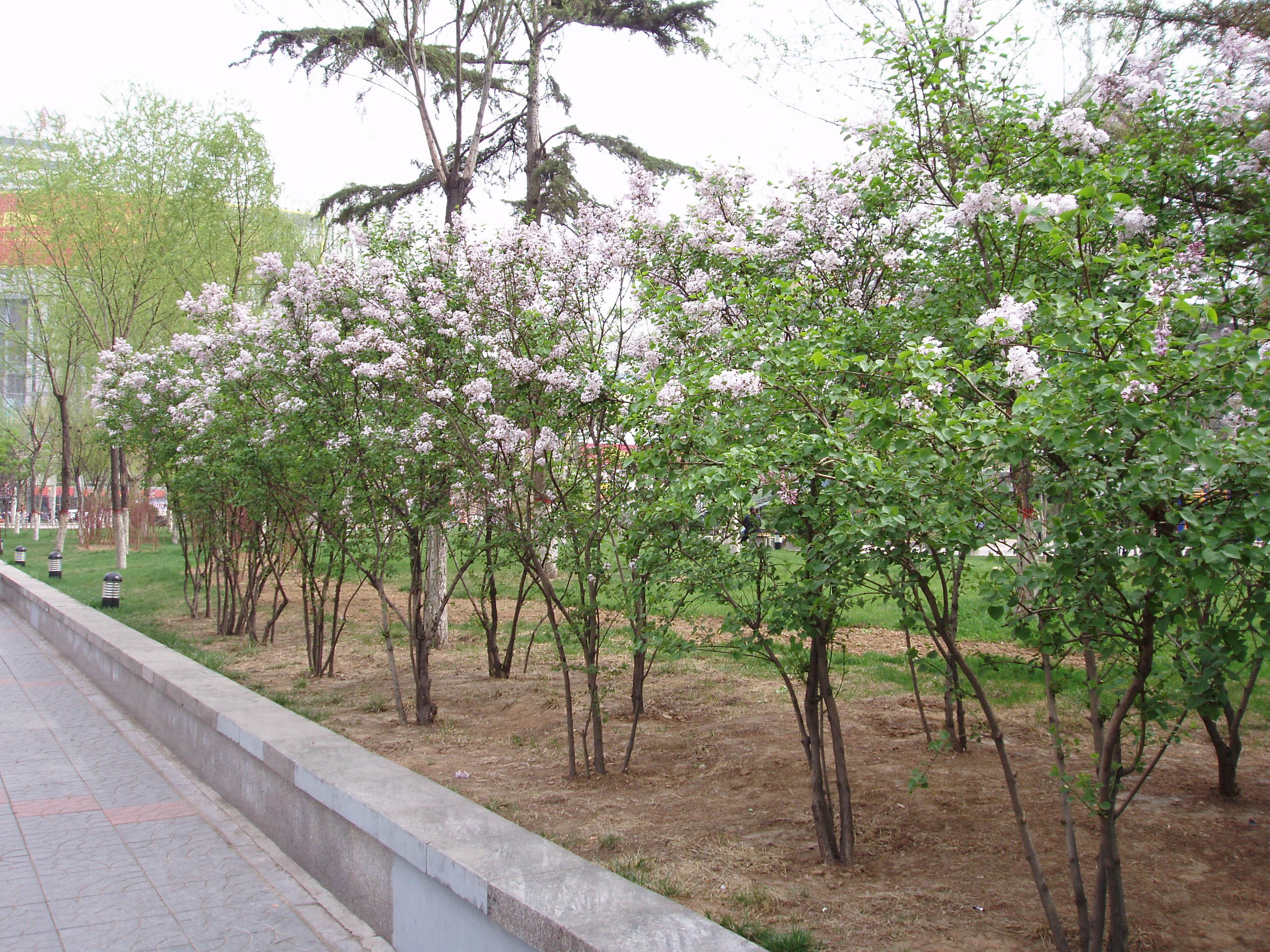
Syringa oblata
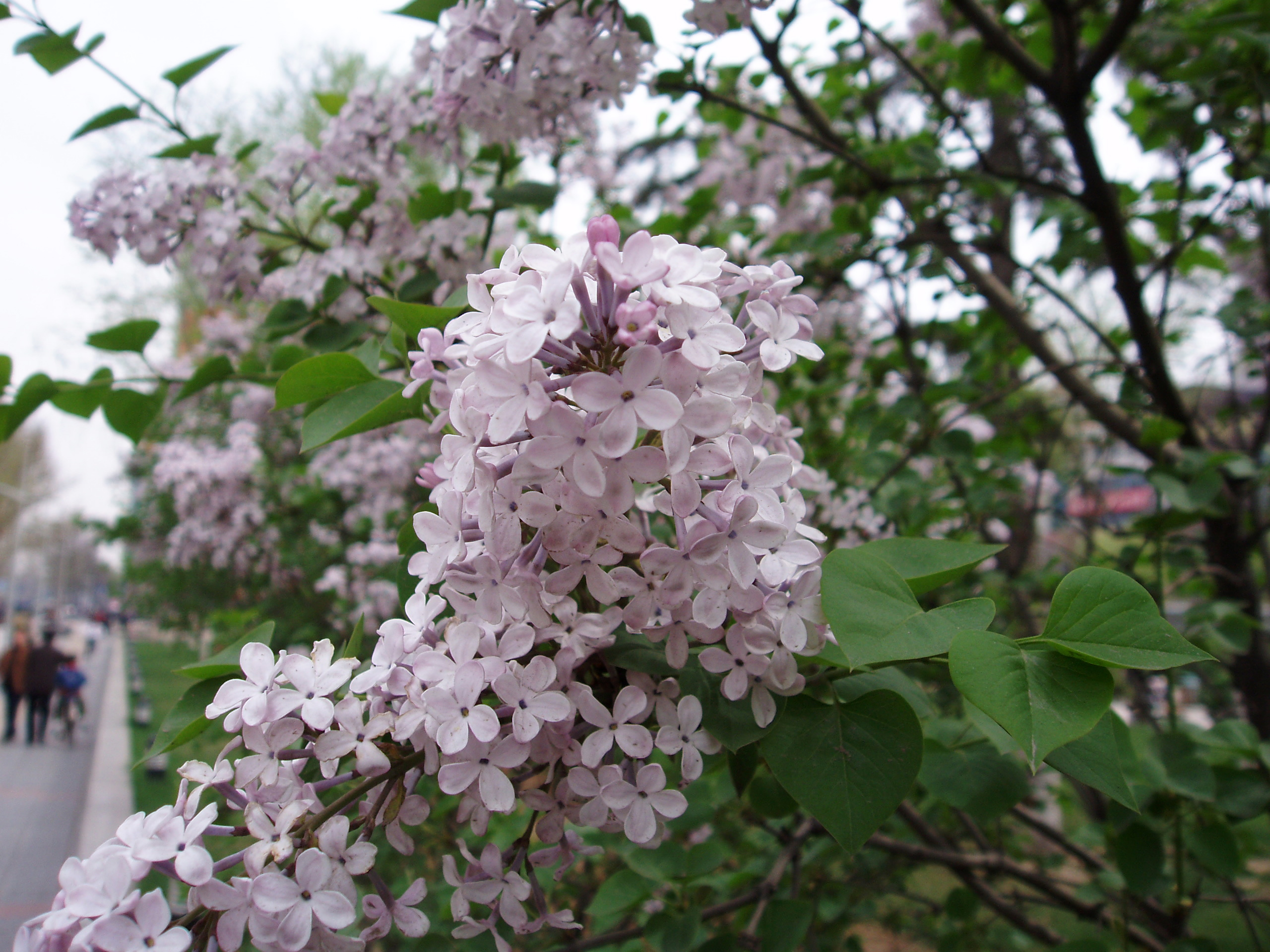
Syringa oblata
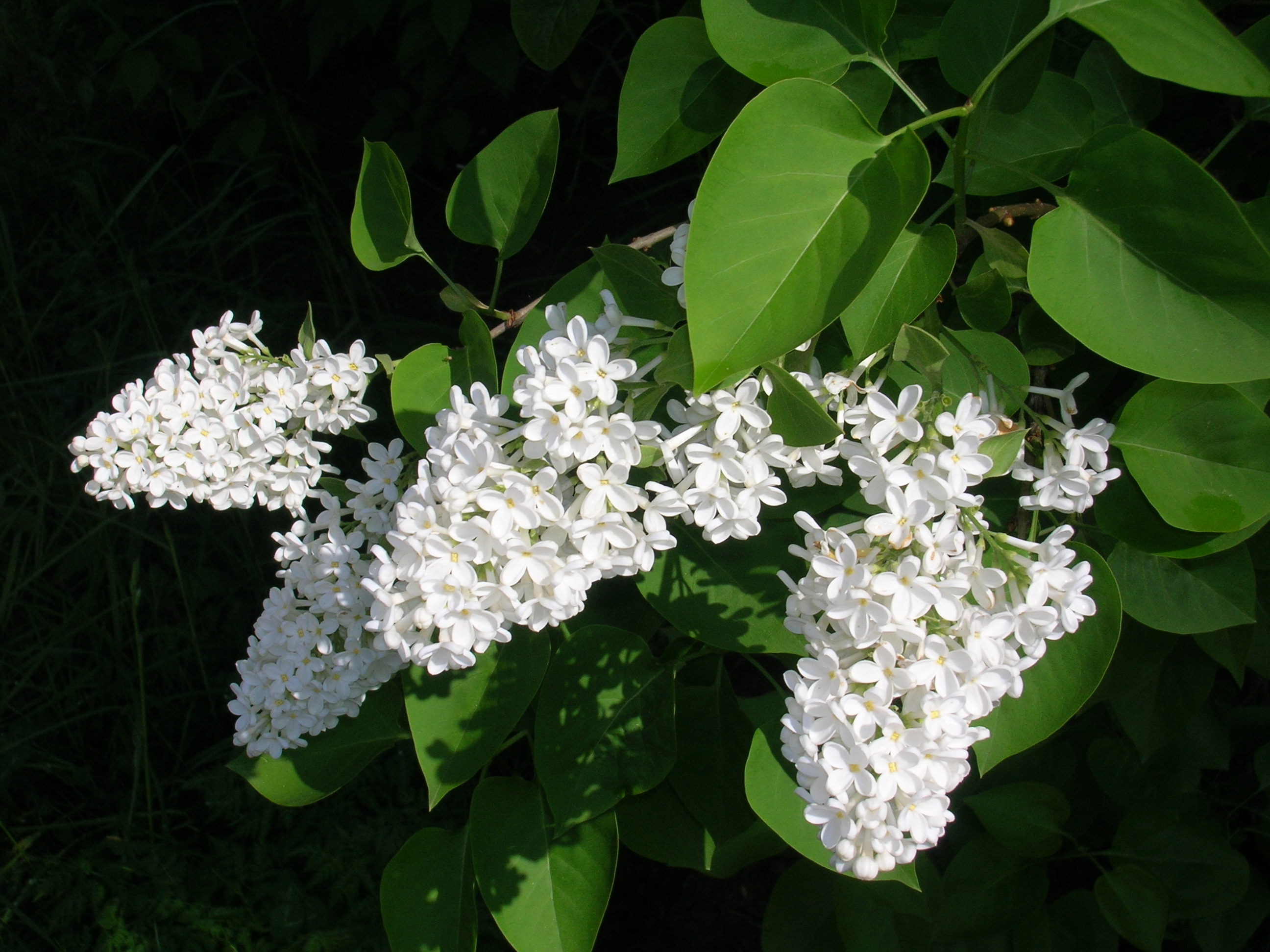
Syringa oblata var affinis
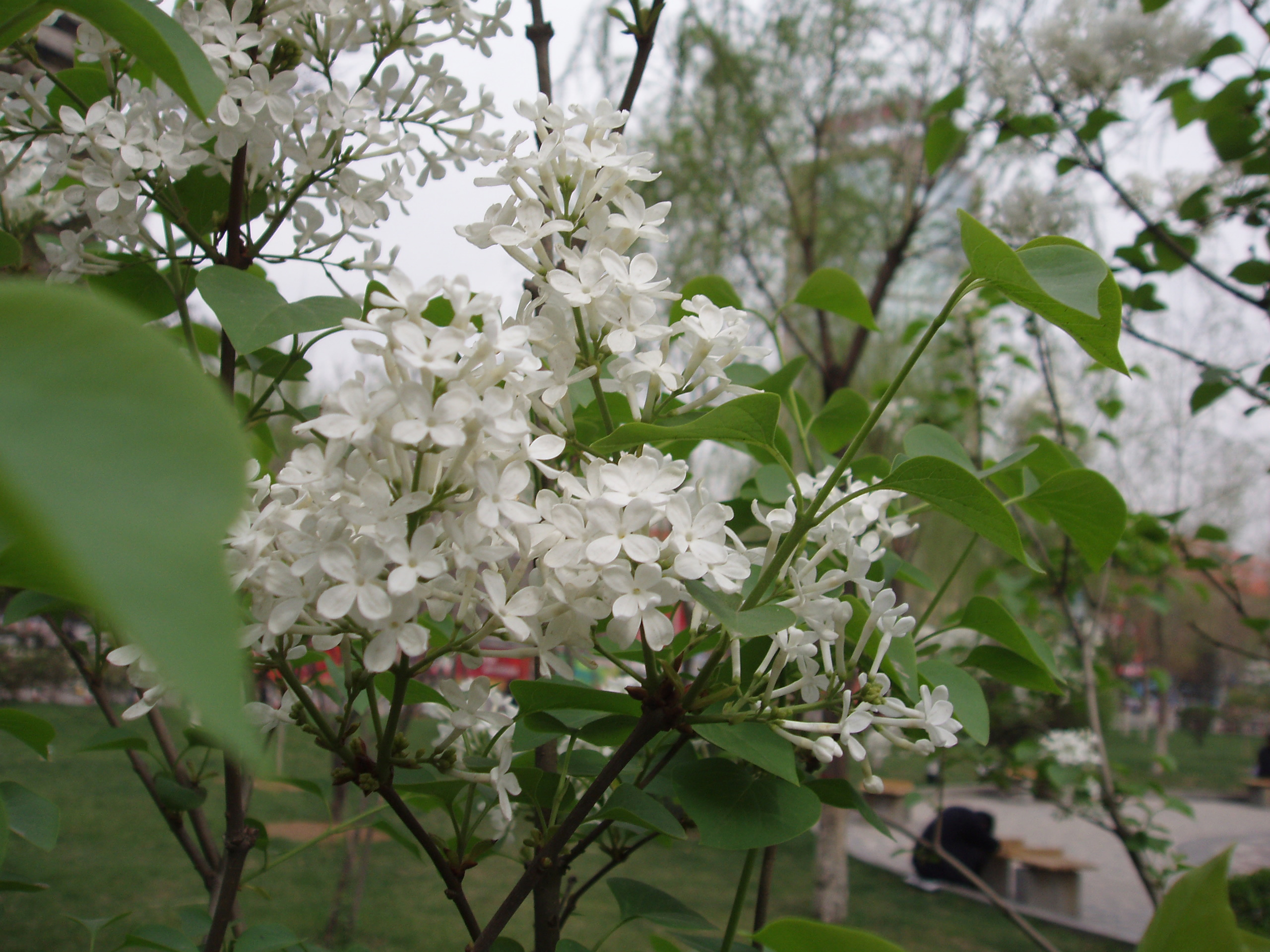
Syringa oblata var affinis
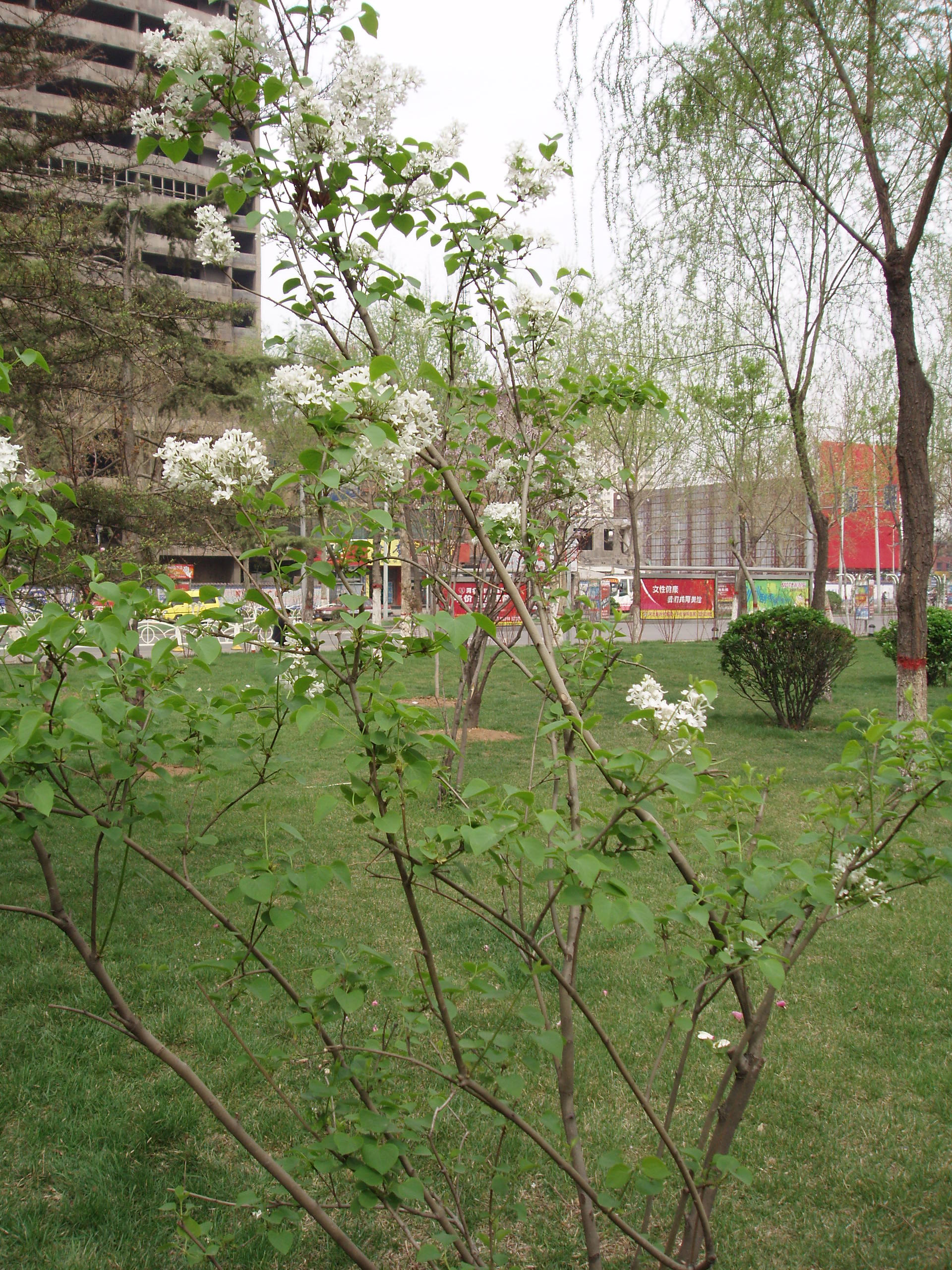
Syringa oblata var affinis
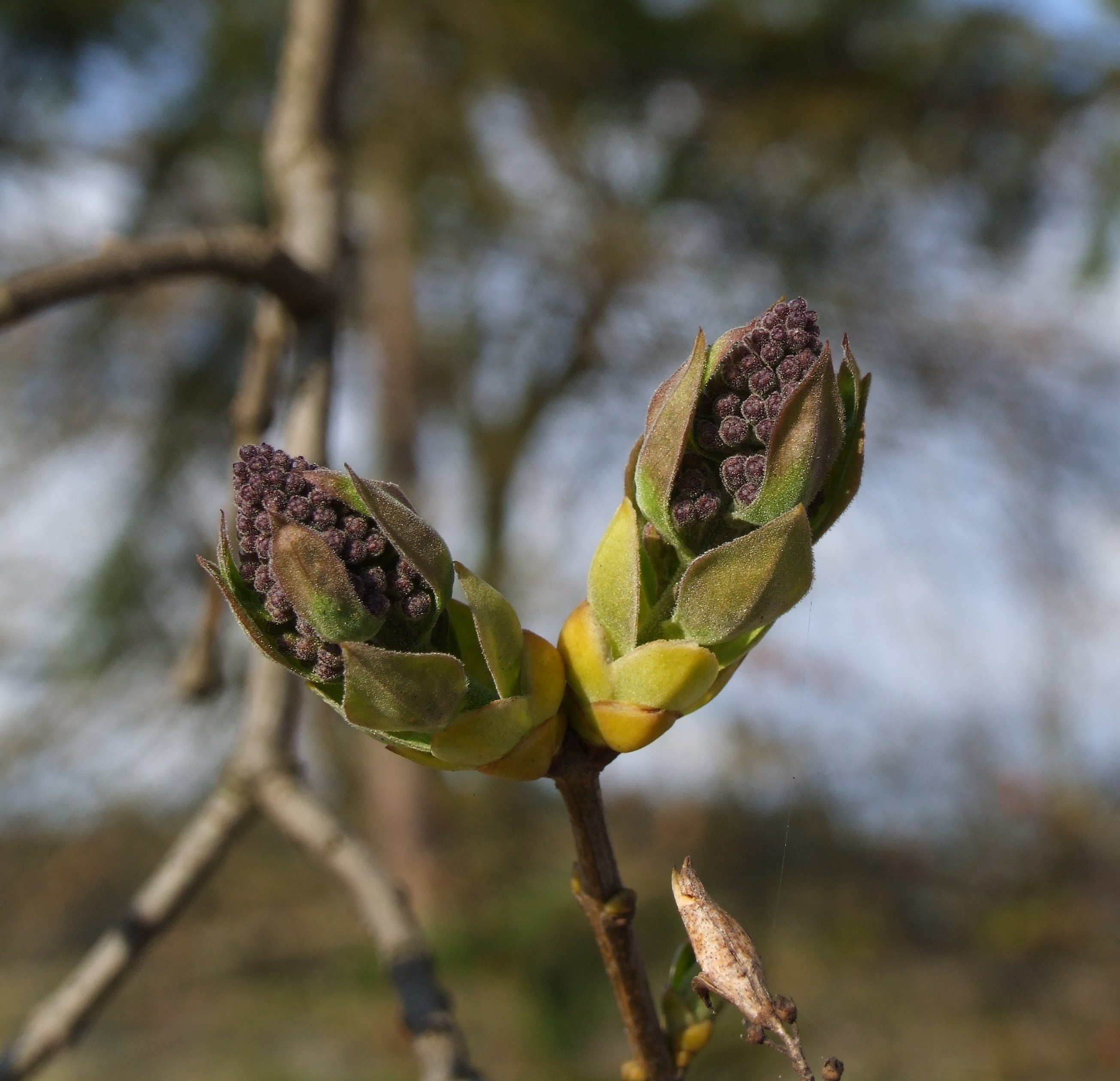
Syringa vulgaris L.